# Cimitero degli Svizzeri
Il cimitero degli Svizzeri si trova a Fivizzano ed è costituito da una piccola area, delimitata da mura, all'incrocio tra via Roma e la strada statale 63, poco lontano dal cimitero urbano. Contiene le tombe di grigionesi emigrati a Fivizzano e a Pontremoli per lavorare nel settore della drogheria-pasticceria che, appartenendo ad una comunità evangelica elvetica, non potevano essere seppelliti in un cimitero cattolico.
Una lapide sul muro di cinta apposta nel 1990 cita 
“CIMITERO DEGLI SVIZZERI
COSTRUITO DA CITTADINI FIVIZZANESI
ORIUNDI DELL'ENGADINA CHE STANZIATISI IN FIVIZZANO
NEI PRIMI DECENNI DEL SECOLO XIX E BENE INSERITISI NEL TESSUTO SOCIALE
PRESTARONO LE LORO CAPACITÀ
DI PRODUZIONE E DI COMMERCIO NELLA COMUNITÀ”
Nel 1850 è documentato a Fivizzano un certo Gaspare Perl (1807-1872) e più tardi un Tommaso Bonorand, entrambi originari di Lavin in Bassa Engadina. Probabilmente fu Gaspare Perl il fondatore della pasticceria Perli e del Caffè Elvetico in piazza Medicea. Successore fu Pietro Perli cugino di Gaspare Perl e sua famiglia. La sua vedova Tina Rosler (1820-1887) e il loro figlio Domenico Perli (1850-1902) sono sepolti nel piccolo cimitero, ove si trovano ancora le loro lapidi. Questi artigiani pasticcieri lasciarono Fivizzano intorno al 1907 per emigrare negli Stati Uniti, dove aprirono un caffè drogheria.
Lo stabile è comunque in precarie condizioni in quanto l'area cimiteriale fu sconvolta e manomessa durante l'ultima guerra servendo alla sepoltura dei soldati tedeschi. Inoltre verso la fine degli anni 1960 furono asportati fraudolentemente i vasi marmorei posti nei cantonali del muro di cinta. Si è salvato invece il piccolo bassorilievo in marmo rappresentante S. Giovanni Battista posto sopra il cancello di ingresso. Comunque il tutto rimane una bella testimonianza del passato cittadino.